# Manila Datu
I Manila Datu sono una squadra di football americano di Manila, nelle Filippine; hanno vinto il titolo nazionale nel 2019.

## Dettaglio stagioni

### Tornei nazionali

#### Campionato

##### PAFL
| Stagione | regular season | regular season | regular season | regular season | regular season | regular season | playoff | playoff | playoff | playoff | playoff | playoff    | playoff         |
|          | Vin            | Par            | Per            | Tot            | PF             | PS             | Vin     | Per     | Tot     | PF      | PS      | risultato  | avversaria      |
| -------- | -------------- | -------------- | -------------- | -------------- | -------------- | -------------- | ------- | ------- | ------- | ------- | ------- | ---------- | --------------- |
| 2016-17  | 3              | 0              | 1              | 4              | 60             | 24             | 0       | 1       | 1       | 24      | 28      | Semifinale | Manila Wolfpack |
| 2017     | 2              | 0              | 2              | 4              | 105            | 87             | 0       | 1       | 1       | 0       | 6       | Semifinale | Manila Cavemen  |
| 2018     | 3              | 0              | 2              | 5              | 76             | 103            | 0       | 1       | 1       | 12      | 28      | Semifinale | Manila Cavemen  |
| 2019     | 4              | 0              | 1              | 5              | 159            | 27             | 2       | 0       | 2       | 78      | 37      | Campioni   | Manila Wolves   |
| Totale   | 12             | 0              | 6              | 18             | 400            | 241            | 2       | 3       | 5       | 114     | 99      |            |                 |

Fonti: Enciclopedia del Football - A cura di Roberto Mezzetti

### Riepilogo fasi finali disputate
| Anno             | Luogo | Evento | Fase del torneo | Incontro                      | Risultato |
| 4 dicembre 2016  |       | PAFL   | Semifinale      | Manila Datu - Manila Wolfpack | 24 - 28   |
| 5 novembre 2017  |       | PAFL   | Semifinale      | Manila Cavemen - Manila Datu  | 6 - 0     |
| 1º dicembre 2018 |       | PAFL   | Semifinale      | Manila Cavemen - Manila Datu  | 28 - 12   |
| 17 novembre 2019 |       | PAFL   | Finale          | Manila Wolves - Manila Datu   | 29 - 34   |

## Palmarès
- 1 Campionato filippino[2] (2019)